# チャベラ・ロメロ
チャベラ・ロメロ（西: Chabela Romero、1946年9月11日 - 1985年4月10日）は、メキシコの女子プロレスラー。プエブラ州シウダ・セルダン出身。

## 来歴
1955年3月27日デビュー。メキシコではルーダとしてイルマ・ゴンザレスとのライバル関係にあった。
1976年8月、全日本女子プロレスの「第2回ワールドリーグ戦」でイルマとともに来日。イルマとのタッグでビューティ・ペアが持つWWWA世界タッグ王座に挑戦した。
1978年5月20日、第2代オールパシフィック王座決定戦に出場し、マキ上田に勝利して戴冠。しかし、8月9日の再戦で敗れ陥落。
帰国後の1980年12月21日、エル・トレオでビッキー・ウィリアムスが持つUWA世界女子王座に挑戦し奪取した。
1985年4月10日、38歳で死去。

## タイトル
- ナショナル女子王座
- オールパシフィック王座
- UWA世界女子王座

## 得意技
- ゴリースペシャル